# Kees Coolen
Kees Coolen (Tilburg, 12 maart 1936) is een Nederlands acteur.

## Loopbaan
Hij deed in 1960 eindexamen aan de Toneelacademie Maastricht en was vervolgens van 1960 tot 1988 verbonden aan de Haagse Comedie, waar hij belangrijke rollen speelde en regisseerde. Vanaf 1988 is Coolen werkzaam als freelance acteur. Hij speelde in vrije producties en bij de gezelschappen Het Zuidelijk Toneel, De Trust, het RO-theater, het Noord Nederlands Toneel, Theater van het Oosten en het Nationale Toneel, waar hij voor het laatst te zien was in  Thérèse Raquin  (2008). In 1992 werd hem de Arlecchino toegekend voor zijn rol in Goed/Fout van Haye van der Heyden.

## Toneel (selectie)
- Wachten op Godot (Estragon)
- De drie zusters (Andrej)
- Julius Caesar (Brutus)
- Naar het u lijkt (Toetssteen)
- Bedrog (Robert)
- De revisor (Burgemeester)
- Goed/Fout (Donald) (Arlecchino)
- Friedrichswald (Gottmann/Dauphin) (nominatie Arlecchino)
- Medea (Kreon)
- Pinocchio (Gepetto)
- Don Carlos (Philips II)
- De nacht van de pauw (Leopold)
- Het verjaardagsfeest (Goldberg)
- Herfst in Riga (Rodion)
- Spotgeesten (Charles Condomine)
- Mahler (Freud)
- De graaf van Monte Cristo (pater Faria, Morrel, Noirtier)
- Thérèse Raquin (Monsieur Michaud)

## Televisie (selectie)
- Medisch Centrum West - bestuurslid (1989)
- Peter Strohm (Duitse televisieserie) - Dijkstra (1989)
- Bureau Kruislaan - hoofdinspecteur Thomas Keizer (1994)
- Coverstory - Burgemeester Jaarsvelt (1995)
- Pleidooi - rechter Hartogh
- Baantjer - Dokter Baren (De Cock en de moord op de Rode Roos) (1996)
- Unit 13 - procureur-generaal Jo Aarts (1997)
- In de clinch - Vader Witteveen (1999)
- Baantjer - Anton de Wech (De Cock en de moord uit woede) (1999)
- All Stars - Barrie Mens (2001)
- Gemeentebelangen - Bastiaan van Weezel (2002, 2003)
- Baantjer - Bertus Penning (De Cock en de moord op de missionaris) (2005)
- We gaan nog niet naar huis - opa (2008, 2010)
- Flikken Maastricht - pastoor Servaas Gilling (2008, 2009 en 2011)
- De ontmaskering van de vastgoedfraude - André van Woerkom (2012)
- Dokter Tinus - Chris Elsenbosch, de vader van Tinus (2013)

## Filmografie (selectie)
- De Stilte rond Christine M. (1982)
- De mannetjesmaker (1983)
- De aanslag (1986)
- De Avonden (1989)
- De Avonturen van Ichabod en meneer Pad (stem, 1995)
- Saint Amour (televisiefilm, 2001)
- Ernst, Bobbie en het geheim van de Monta Rossa (2010)